# Abir Isawi
Abir Isawi –en árabe, عبير عيساوي– (nacida el 23 de septiembre de 1986) es una deportista egipcia que compitió en taekwondo. Ganó dos medallas de oro en el Campeonato Africano de Taekwondo en los años 2003 y 2005.

## Palmarés internacional
| Campeonato Africano | Campeonato Africano       | Campeonato Africano | Campeonato Africano |
| Año                 | Lugar                     | Medalla             | Categoría           |
| ------------------- | ------------------------- | ------------------- | ------------------- |
| 2003                | Abuya (Nigeria)           | Medalla de oro      | –55 kg              |
| 2005                | Antananarivo (Madagascar) | Medalla de oro      | –55 kg              |